# Profítis Ilías (Santorin)
Pour les articles homonymes, voir Profítis Ilías.
Le Profítis Ilías (grec moderne : Προφήτης Ηλίας, « Prophète Élie ») est une colline de Grèce, point culminant de l'archipel de Santorin et de son île principale Thíra avec 567 mètres d'altitude.

## Religion
Le monastère du Prophète Élie est établi au sommet du mont. 